# Edison International
Edison International ist ein US-amerikanisches Unternehmen aus Kalifornien mit Firmensitz in Rosemead. Das Unternehmen ist im Aktienindex S&P 500 und im Dow Jones Utility Average gelistet. Das Unternehmen ist eine Holding, die sowohl eine regulierte Versorgertochter, die Southern California Edison, als auch nicht-regulierte Töchter besitzt.

## Geschichte
Die Geschichte von Edison International geht zurück auf die Gründung im Jahr 1886 von Holt & Knupps als Anbieter von Straßenbeleuchtung in Visalia (Kalifornien). Das Unternehmen wurde erstmals 1909 als Southern California Edison Company eingetragen. 1996 wurde das Unternehmen in Edison International umbenannt.